# Lepidodexia takaruni
Lepidodexia takaruni är en tvåvingeart som beskrevs av Guilherme A.M.Lopes 1991. Lepidodexia takaruni ingår i släktet Lepidodexia och familjen köttflugor.
Artens utbredningsområde är Guyana. Inga underarter finns listade i Catalogue of Life.